# 蒙桑波洛-德尔特龙托
蒙桑波洛-德尔特龙托（義大利語：Monsampolo del Tronto），是意大利阿斯科利皮切诺省的一个市镇。总面积15.49平方公里，人口4563人，人口密度294.6人/平方公里（2009年）。ISTAT代码为044031。